# Microctenochira danielssoni
Microctenochira danielssoni là một loài bọ cánh cứng trong họ Chrysomelidae. Loài này được Borowiec in Swietojanska & Borowiec miêu tả khoa học năm 1995.